# 602
602 (DCII na numeração romana) foi um ano comum do século VII, do Calendário Juliano, da Era de Cristo, teve início e fim em uma segunda-feira, com a letra dominical G.
| ano completo                         |
| ------------------------------------ |
| Ano comum com início à segunda-feira |

## Nascimentos
- Adaloaldo, rei dos Lombardos e da Itália entre 616 e 625 (m. 626)
- Moáuia I, general muçulmano contemporâneo de Maomé e primeiro califa omíada a partir de 661, no Hejaz, Arábia Ocidental (m. 680)